# Love, Honor and Behave (pel·lícula de 1920)
Love, Honor and Behave és una pel·lícula muda dirigida per F. Richard Jones i Erle C. Kenton i protagonitzada per Ford Sterling, Phyllis Haver i Marie Prevost. La pel·lícula, escrita i produïda per Mack Sennett, es va estrenar el 22 de novembre de 1920. Es considera una pel·lícula perduda.

## Argument
El jutge Fawcett veu interrompuda la seva feina per l'arribada d'una parella de nuvis que es vol divorciar. Ella acusa el marit d’infidelitat ja que li ha robat la foto a la butxaca en la que ell està abraçat a una altra dona. El marit al·lega que és innocent que només estava ajudant a aquella dona i que el fotògraf li estava fent xantatge. Per tal de demostrar que no sempre s'ha de fer cas a proves circumstancials, el jutge explica una història que li va passar. Quan Fawcett era jutge de policia, el deure el va fer seguir Milton Robin i la seva amant a Gargle Inn. El jutge Fawcett hi va arribar amb la senyora Robin i el seu germà però a la fonda es va produir una redada. En l'emoció, Fawcett va ser fotografiat per uns xantatgistes en circumstàncies que l’incriminaven. A causa d’aquesta experiència el jutge es veu obligat a retirar qualsevol acusació contra el marit culpable. A mesura que la història torna al present, els nuvis, després d'haver escoltat la història del jutge es reconcilien.

## Repartiment
- Charles Murray (jutge Fawcett)
- Ford Sterling (Milton Robbin)
- Phyllis Haver (Mrs. Robbin)
- Marie Prevost (recent casada)
- George O'Hara (recent casat)
- Fanny Kelly (Mrs. Fawcett, la dona del jutge)
- Charlotte Mineau (una vídua alegre)
- Billy Bevan (fals advocat)
- Kalla Pasha (ma dreta de l’advocat)
- Eddie Gribbon (ma esquerra de l’advocat)
- Billy Armstrong (fiscal de districte)
- Joseph Belmon (cunyat de Robbin)
- Sybil Seely (amiga del recent casat)
- Raymond Griffith (acompanyant de l’amiga)
- James Finlayson (artista)
- Dave Anderson (marit gelós)
- Charles Murray (policia)